# Michał Jabłoński (pastor)
Michał Jabłoński (ur. 13 lutego 1967) – polski duchowny ewangelicko reformowany, zastępca radcy duchownego Konsystorza Kościoła Ewangelicko-Reformowanego w RP (2013–2016).

## Życiorys

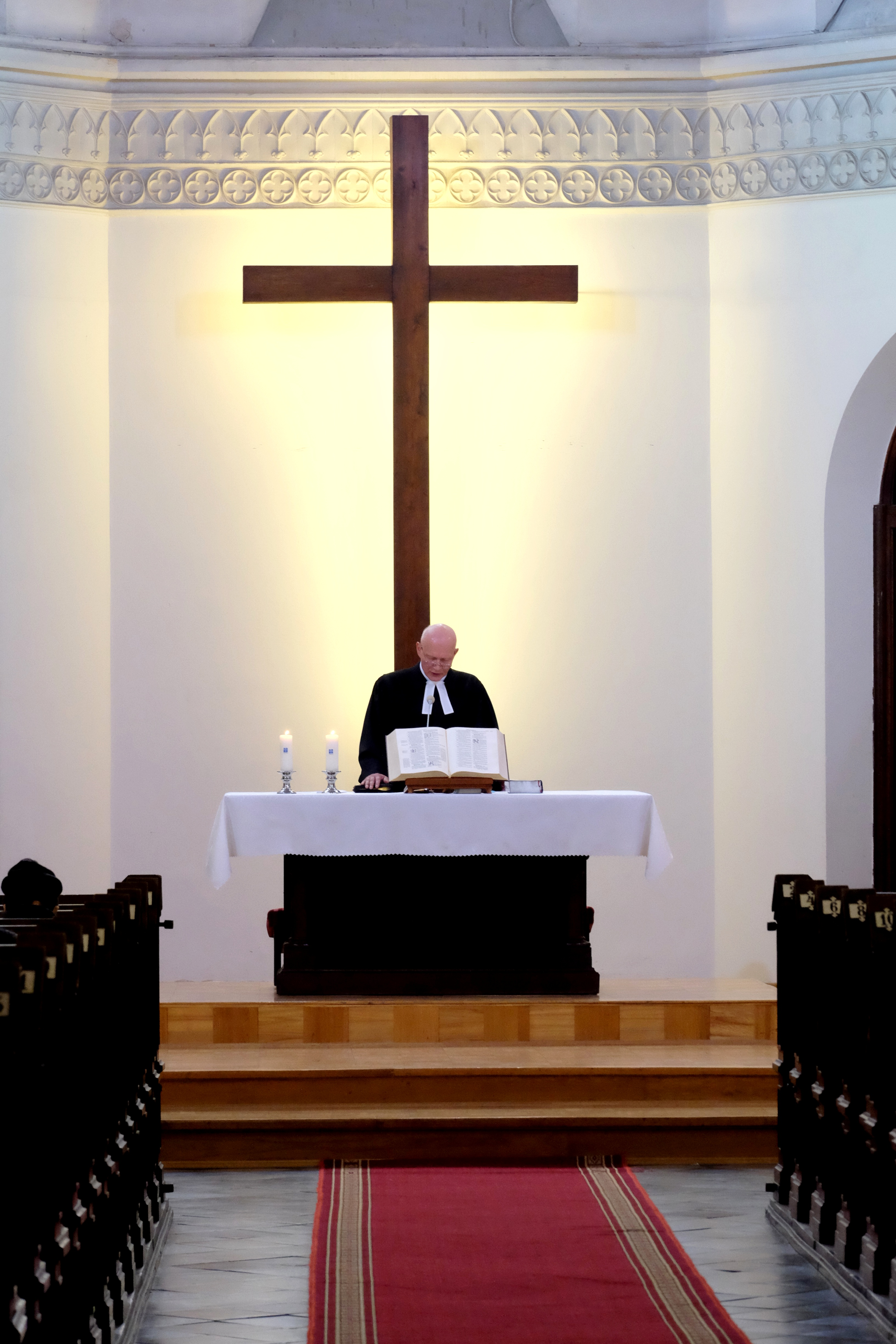
Pastor Michał Jabłoński w zborze Parafii Ewangelicko-Reformowanej w Warszawie (2021)

Studiował w Polsce i Szkocji. Został ordynowany 15 maja 1995 roku. Był administratorem parafii ewangelicko-reformowanych w Pstrążnej, Strzelinie i Warszawie. Od 25 stycznia 2009 roku pełni funkcję proboszcza Parafii Ewangelicko-Reformowanej w Warszawie. W grudniu 2018 został wybrany na kolejną dziesięcioletnią kadencję. W latach 2013–2016 był zastępcą radcy duchownego Konsystorza Kościoła Ewangelicko-Reformowanego w RP. Wcześniej był między innymi członkiem Prezydium Synodu.
Michał Jabłoński należy do najbardziej rozpoznawalnych duchownych ewangelicko-reformowanych w Polsce, a także jest postacią aktywną i rozpoznawalną w polskim środowisku ekumenicznym. W 2018 został laureatem Nagrody im. ks. Romana Indrzejczyka przyznawanej przez Polską Radę Chrześcijan i Żydów. W 2019 poparł inicjatywę organizacji Tęczowego Piątku w szkołach przez Kampanię Przeciw Homofobii, której celem było wsparcie nastolatków LGBT+. W 2021 w wywiadzie dla Gazety Wyborczej pastor Michał Jabłoński zadeklarował, iż jest gotów błogosławić związkom jednopłciowym.
W sierpniu 2021 w początkowym okresie kryzysu migracyjnego na granicy Białorusi z Unią Europejską, pastor Michał Jabłoński wraz z ks. Wojciechem Lemańskim próbowali bezskutecznie przekazać w Usnarzu Górnym, żywność, wodę i lekarstwa grupie migrantów koczujących na granicy polsko-białoruskiej. Sprawę uniemożliwienia duchownym przekazania żywności i lekarstw przez Straż Graniczną nagłośniły wówczas ogólnopolskie media.

## Krytyka i kontrowersje
Pierwsze kontrowersje związane z postacią pastora Michała Jabłońskiego dotyczyły jego rozwodu (w trakcie, którego wziął na siebie winę za rozkład małżeństwa) i zawarcia powtórnego związku małżeńskiego. Ówczesne prawo Kościoła Ewangelicko-Reformowanego w RP nie definiowało precyzyjnie, jak należy w takich sytuacjach postępować, więc władze Kościoła nałożyły na duchownego karę w postaci odebrania mu biernego prawa wyborczego na 10 lat (co pozbawiło Michała Jabłońskiego między innymi możliwości kandydowania na urząd superintendenta generalnego Kościoła w 2022).
W związku z działalnością pastora Jabłońskiego i jego wystąpieniami publicznymi doszło również do jego sporu z częścią członków Kolegium Kościelnego parafii warszawskiej co doprowadziło do tego, że w pierwszej połowie 2021, Kolegium podało się do dymisji i zarządzono nowe wybory. Wcześniej jednak czterech członków tego Kolegium złożyło do Konsystorza Kościoła Ewangelicko-Reformowanego wniosek o powołanie komisji dyscyplinarnej w sprawie pastora Jabłońskiego (nie była to uchwała kolegium jako gremium reprezentującego parafię, a jego poszczególnych członków, którzy nie mogli działać w imieniu kolegium). 26 lipca 2021, Konsystorz Kościoła Ewangelicko-Reformowanego powołał uchwałą Komisję Dyscyplinarną mającą zbadać zarzuty wobec pastora Michała Jabłońskiego i ostatecznie Komisja ta uznała duchownego winnym czterech wykroczeń dyscyplinarnych:
1. rozporządzenia mieniem parafii bez wymaganych prawem zgód i pominięciem procedury;
2. nieprzestrzegania uchwał Kolegium Kościelnego o charakterze ciągłym;
3. niedopełnienia obowiązków służbowych w kontekście duszpasterskim i nadzoru nad życiem religijnym w Parafii;
4. nieuprawnionego użycia stroju liturgicznego[6].

9 października 2021 na stronie Parafii Ewangelicko-Reformowanej w Warszawie – Kolegium Kościelne poinformowało, że w dniu 6 października 2021 roku ks. proboszcz Michał Jabłoński został zawieszony w prawie do wykonywania urzędu w drodze oświadczenia wydanego przez Komisję Dyscyplinarną. W ocenie Kolegium Kościelnego jak i ks. Michała Jabłońskiego zarzuty ujawnione dopiero w uzasadnieniu były krzywdzące, fałszywe a ich użycie stanowiło manipulacją faktami. W związku z tym Michał Jabłoński postanowił odwołać się od decyzji w ramach Prawa Wewnętrznego, a Kolegium Kościelne, wspierając księdza Jabłońskiego, zapowiedziało możliwość podjęcia kroków prawnych. W związku z odwołaniem się ks. Michała Jabłońskiego od postanowienia, które wydała w jego sprawie Komisja Dyscyplinarna powołana przez Konsystorz obradujący w ramach sesji jesiennej Synod Kościoła podjął w dniu 6 listopada 2021 roku decyzję o powołaniu Synodalnej Komisji Dyscyplinarnej. Jednocześnie prezes Synodu Kościoła Paweł Wolski-Brodziński mimo wniosków części synodałów nie dopuścił do przedstawienia sprawy ks. Jabłońskiego na Synodzie, argumentując, że zadaniem Synodu nie jest rozpatrywanie tej sprawy, a jedynie powołanie komisji, która to zrobi. Sprawa ks. Jabłońskiego stała się również podstawą do podjęcia podczas sesji Synodu uchwały o zobowiązaniu Synodalnej Komisji Prawa do przygotowania przepisów wykonawczych dotyczących procedury dyscyplinarnej (wynikającej z podniesionych w trakcie sesji Synodu, wątpliwości natury formalnej związanych z funkcjonowaniem Komisji Dyscyplinarnej powołanej przez Konsystorz, a także brakiem odpowiednich przepisów wykonawczych dotyczących procedury dyscyplinarnej). 5 grudnia 2021 roku natomiast Nadzwyczajne Ogólne Zgromadzenie Zboru Parafii Ewangelicko-Reformowanej w Warszawie przegłosowało (stosunkiem głosów 51 za, 0 przeciw, 6 wstrzymujących się) wystosowanie do ks. bpa Marka Izdebskiego listu otwartego w sprawie ks. Jabłońskiego.
Pastor Jabłoński krytykowany był również przez prawicowy portal internetowy wPolityce.pl za swoje wypowiedzi dotyczące seksualności w tym wywiad udzielony Gazecie Wyborczej w którym zadeklarował, iż jest gotów błogosławić związkom jednopłciowym.